# Scarface (rapper)
Scarface, nome artístico de Brad Terrance Jordan, (Houston, Texas, 9 de novembro de 1970), é um rapper americano. É um membro do Geto Boys.

## Vida e carreira
Scarface estudou na Woodson Middle School. Ele começou sua carreira como "Akshen" (pronuncia-se "Action"), gravando singles solo para a gravadora local Stop Records, do rapper Lil' Troy. Mais tarde ele viria a assinar com a Rap-A-Lot Records e participar de um grupo que conhecido coletivamente como Geto Boys substituindo um membro que saiu, e lançou ao lado deles o segundo álbum do grupo "Grip It! On That Other Level" (1989), um LP altamente bem-sucedido que rendeu ao grupo uma grande base de fãs, apesar de suas letras violentas mantê-los fora do rádio e da MTV. Ele tomou o seu nome artístico do filme Scarface de 1983.
O álbum "Mr. Scarface Is Back" (1991) foi um sucesso e a popularidade de Scarface logo ofuscou os outros Geto Boys. Scarface permaneceu no grupo, enquanto lançava uma série de álbuns solo, o que o manteve na popularidade com o aumento das vendas. Isso culminou com "The Diary" (1994) e "The Last of a Dying Breed" (2000), que receberam críticas positivas. The Diary ganhou disco de platina e The Last of a Dying Breed ganhou disco de ouro e os dois estrearam no top 10 da Billboard, fazendo Scarface ganhar o prêmio de "Letrista do Ano" no Source Awards de 2001.
Em 2002, ele lançou "The Fix" e retornou ao estúdio com o Geto Boys para o seu álbum, "The Foundation". Ele também foi destaque no The Duets Biggie ao lado de Big Gee e Akon. Ele foi convidado a cantar na estréia de Ray Cash "My Bumpin" Music ".
Scarface também é coordenador e presidente da Def Jam South desde 2000, onde ele iniciou a carreira do renomado rapper Ludacris.
Hoje em dia Scarface vem aparecendo em várias colaborações com outros rappers, como Freeway, Beanie Sigel e Tech N9ne e está atualmente produzindo faixas para um novo álbum. Apesar de não estar aparecendo muito na indústria musical, ele ainda é muito popular e foi descrito como "o rapper favorito do seu rapper favorito". Em 2005, o comediante Chris Rock o nomeou como um dos melhores rapper de todos os tempos na sua lista dos 25 Melhores Álbuns de Hip-Hop (Top-25 hip-hop albums ever).
Em Fevereiro de 2011, apareceram notícias de que ele estava na cadeia sem direito a fiança desde 13 Outubro de 2010 por ter falhado em pagar pensão alimentícia em quatro casos diferentes. Em outubro de 2011 foi solto após ter pagado os $123,000 que devia.

## Estilo e influências
As ifluências musicais de Scarface incluem Kool G Rap, Spoonie Gee, Rakim e Big Daddy Kane.
Scarface é largamente conhecido como um dos criadores do sub-gênero Mafioso rap, para o qual Kool G Rap usou como uma fonte de inspiração (especialmente em seu terceiro álbum Live and Let Die). As letras de Scarface provaram serem influenciais para o uso do mafioso rap, graças ao uso de tópicos como rivalidade entre gangues, tráfico de cocaína, assassinatos e sexo assim como tirar uma grande inspiração de Tony Montana, o principal personagem do filme de 1983 Scarface, que é a inspiração por trás de seu apelido.

## Aparições na mídia
Scarface apareceu no filme de Mike Judge Idiocracy, fazendo o papel de um cafetão chamado Upgrayedd. Judge também usou as faixas "No Tears", "Still" and "Damn It Feels Good to Be a Gangsta" do Geto Boys no seu filme de 1999 Office Space. A canção de Scarface "My Block" também apareceu no filme "My Baby's Daddy".
Ele também apareceu em dois videogames: Def Jam Vendetta e a sequência Def Jam: Fight for NY.

## Discografia
Álbuns de estúdio
- Mr. Scarface Is Back (1991)
- The World Is Yours (1993)
- The Diary (1994)
- The Untouchable (1997)
- My Homies (1998)
- The Last of a Dying Breed (2000)
- The Fix (2002)
- Balls and My Word (2003)
- My Homies Part 2 (2006)
- Made (2007)
- Emeritus (2008)
- Rooted (TBA)[9]

Álbuns colaborativos
- Mac N Brad (com Beanie Sigel) (2013)[9]